# Tmarus horvathi
Tmarus horvathi là một loài nhện trong họ Thomisidae.
Loài này thuộc chi Tmarus. Tmarus horvathi được Wladislaus Kulczynski miêu tả năm 1895.